# Políptico da Matriz de Arruda dos Vinhos (maneirista)
O Políptico da Matriz de Arruda dos Vinhos (maneirista) é um conjunto de sete pinturas a óleo sobre madeira pintadas cerca de 1550 presumivelmente pelo artista português que se designa por Mestre de Arruda dos Vinhos para a Igreja Matriz de Arruda dos Vinhos onde ainda se encontram.
O Políptico da Matriz de Arruda dos Vinhos (maneirista) é constituído pelas seguintes (remanescentes) pinturas:
- Encontro de Santa Ana e São Joaquim,
- Visitação,
- Morte da Virgem,
- Assunção da Virgem,
- Coroação da Virgem,
- S. João Baptista e
- S. Pedro.

Os temas iconográficos de cinco das sete pinturas remanescentes da série pertencem ao ciclo da vida da Virgem Maria destinadas a igreja dedicada à Senhora da Salvação.
Das pinturas atribuídas ao Mestre de Arruda dos Vinhos, estas são das que mais citações mereceram por parte dos historiadores posteriores, ainda que não se conheça a encomenda, o pagamento ou outros documentos que a elas se referissem.
Nesta série da Igreja Matriz de Arruda dos Vinhos a influência já não é a de Gregório Lopes, mas antes a de Diogo de Contreiras. O Mestre de Arruda dos Vinhos é de uma geração em que as figuras se tornam mais robustas e são elas que dominam as composições, com grandes planos de cores sem grandes cambiantes, em panos largos que envolvem e deixam perceber os corpos. Nota-se também a influência directa de Michelangelo nas duas figuras mais à esquerda no painel Morte da Virgem que revelam o interesse nos valores do nascente maneirismo italiano.

## Descrição
Apresenta-se a seguir a descrição segundo a temática dos episódios representados numa ordem cronológica.

### Encontro de Santa Ana e São Joaquim

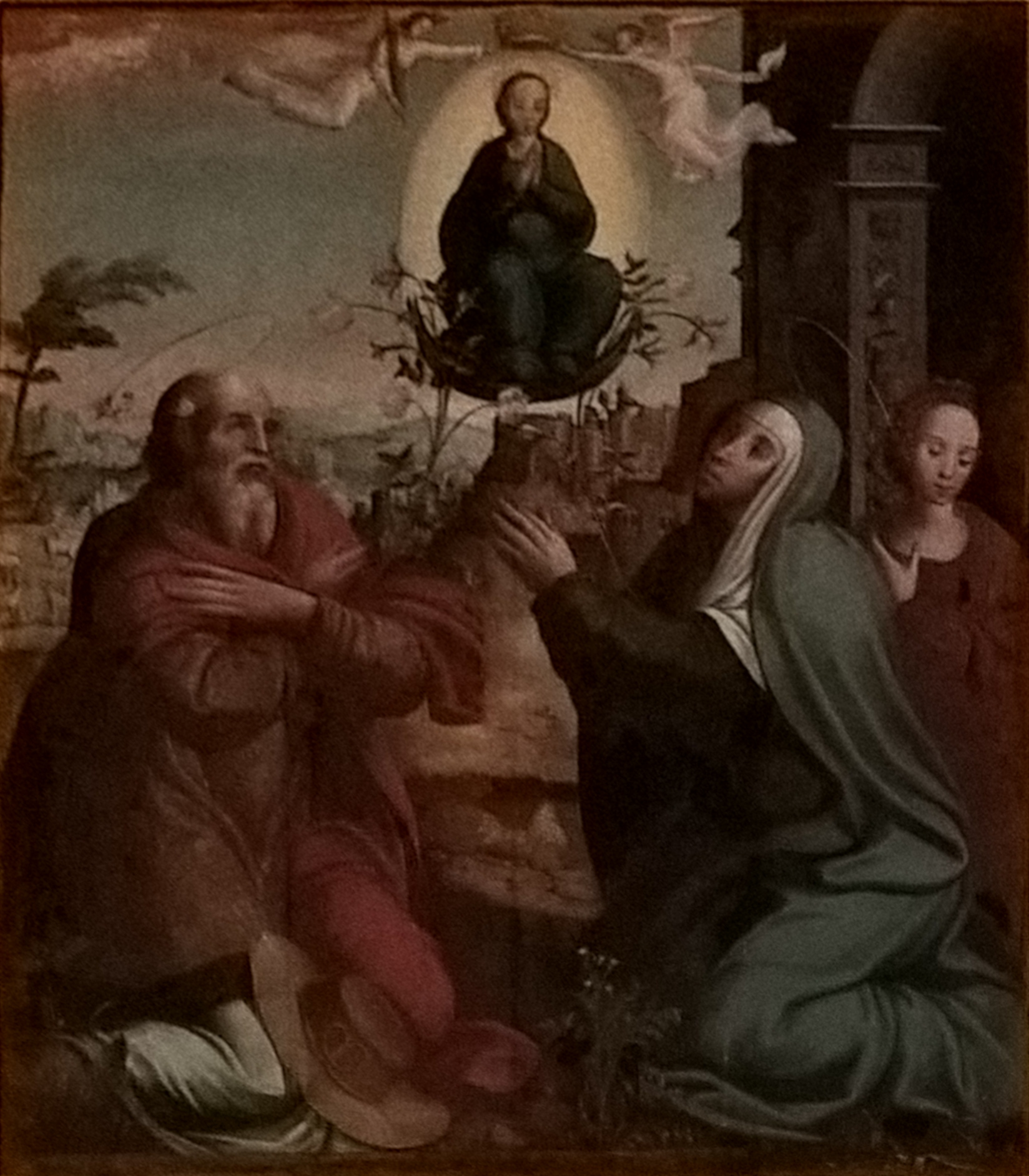
Encontro de Santa Ana e São Joaquim

A pintura Encontro de Santa Ana e São Joaquim representa o episódio apócrifo homónimo da vida dos pais da Virgem Maria.
São Joaquim, homem pio, era censurado por não ter filhos, já não sendo jovens ele e a esposa, Santa Ana. Descontente com a censura, Joaquim retirou-se para o deserto para rezar e fazer penitência. Ali apareceu-lhe um anjo que lhe disse que Deus ouvira as suas preces. Tendo voltado ao lar, os dois esposos encontram-se, segundo a tradição, na Porta Dourada de Jerusalém, e algum tempo depois Ana ficou grávida de Maria.
Como noutras pinturas da época sobre o tema, a posição de Santa Ana e São Joaquim parece derivada das posturas usuais na representação da Anunciação, apresentando-se os cônjuges ajoelhados e quase de perfil, frente a frente, numa postura própria das figuras mediadoras de intercessão. E, como noutras variantes do Encontro de Santa Ana e São Joaquim de oficinas quinhentistas de Lisboa, reflecte-se a mistura de outros temas com a inclusão, neste caso, da Virgem Maria no céu, numa posição central entre os pais, a ser coroada por dois anjos.

### Visitação

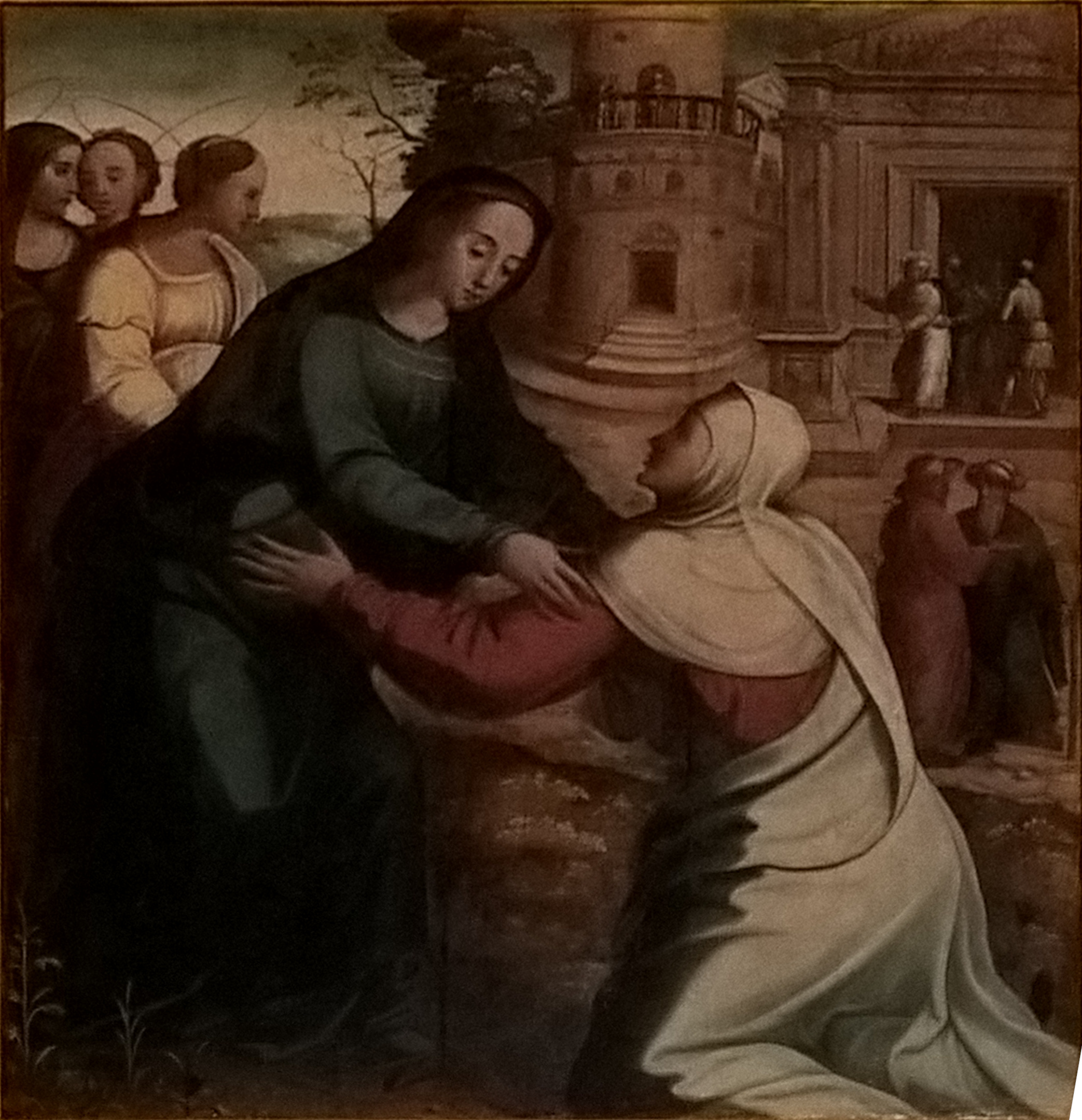
Visitação

A pintura Visitação representa o episódio bíblico (Lucas 1:39–56) da visita de Maria, grávida de Jesus, à sua prima Isabel que era muito mais velha e que estava igualmente perto de dar à luz João Baptista.
Após a Anunciação, Maria vai a Hebrom, ao sul de Jerusalém, visitar a sua prima Isabel e o marido desta, Zacarias.
Nesta pintura, Maria e Isabel estão em vias de se abraçar estando Isabel ajoelhada em sinal de respeito, como por vezes ocorre na representação da cena, e com uma mão parece acariciar a barriga grávida de Maria. Esta é acompanhada por três outras mulheres aureoladas.
Em segundo plano rebaixado, dois homens com barba, de pé e ambos usando chapéu, encontram-se juntos como representando os maridos de ambas, José e Zacarias. Mais longe vê-se uma torre circular e a entrada de um templo, como a indicar que o encontro entre Maria e Isabel ocorreu numa zona não urbana o que é realçado pelo chão coberto de ervas junto a elas.

### Morte da Virgem

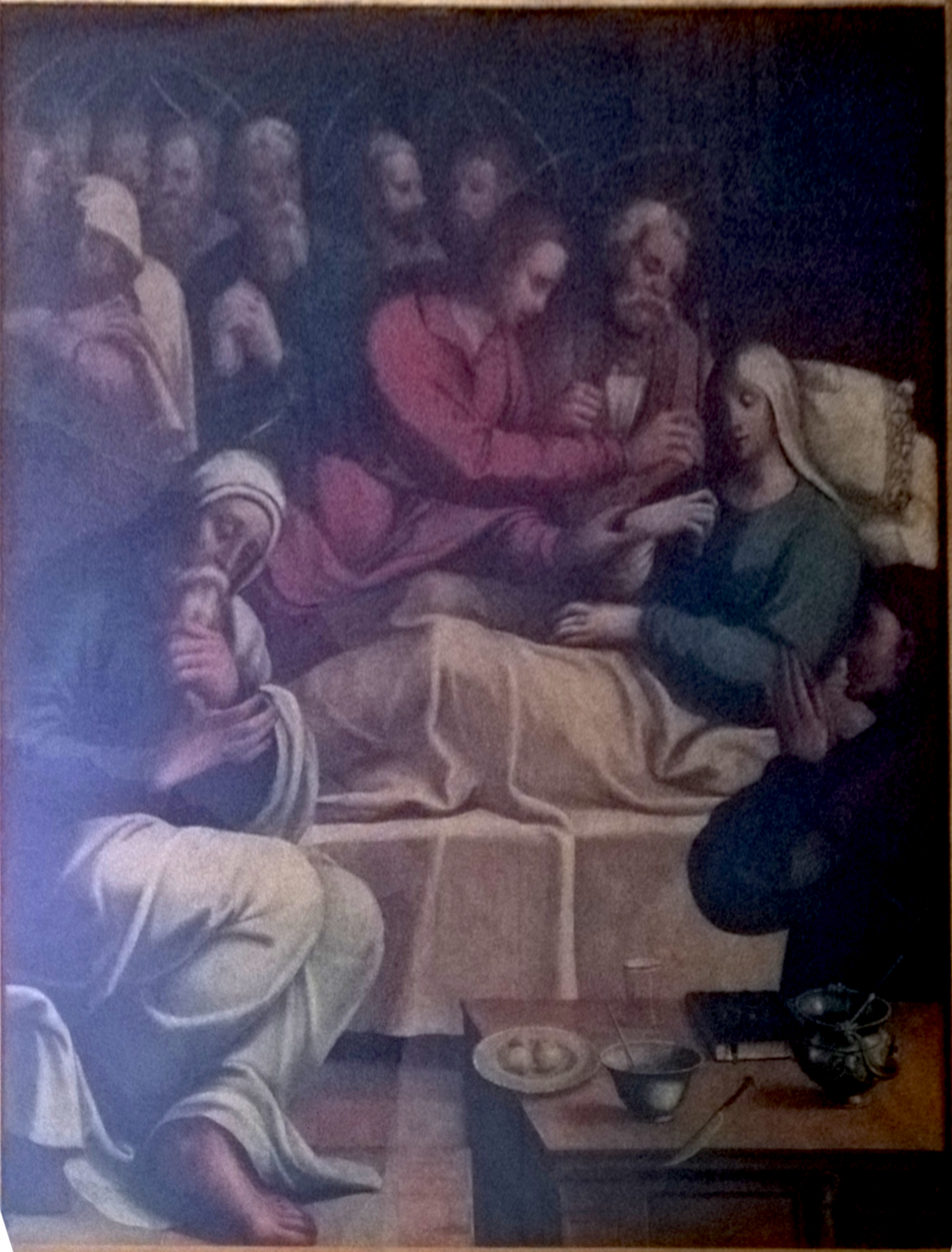
Morte da Virgem

A pintura Morte da Virgem representa o episódio homónimo da vida da Virgem Maria.
O Novo Testamento não oferece qualquer notícia sobre as circunstâncias da morte de Maria. A Morte da Virgem Maria, por vezes chamado de Trânsito da Virgem, foi um tema comum na arte cristã ocidental, equivalente à Dormição da Teótoco na arte ortodoxa, tendo perdido protagonismo à medida que a doutrina da Assunção começou a ganhar apoio na Igreja Católica a partir do final da Idade Média. Embora a doutrina não diga se Maria estava viva ou morta quando teve seu corpo "assumido" no céu, ela é normalmente representada na arte como estando viva.
Segundo uma tradição que remonta ao século V e que foi reproduzida na Lenda Dourada do século XII de Jacobus de Voragine, os doze apóstolos foram milagrosamente transportados de onde estavam, espalhados pelo mundo, para estar com Maria em seu leito de morte sendo esta a cena que normalmente é representada na pintura, o mesmo se passando nesta tela de Arruda dos Vinhos.

### Assunção da Virgem

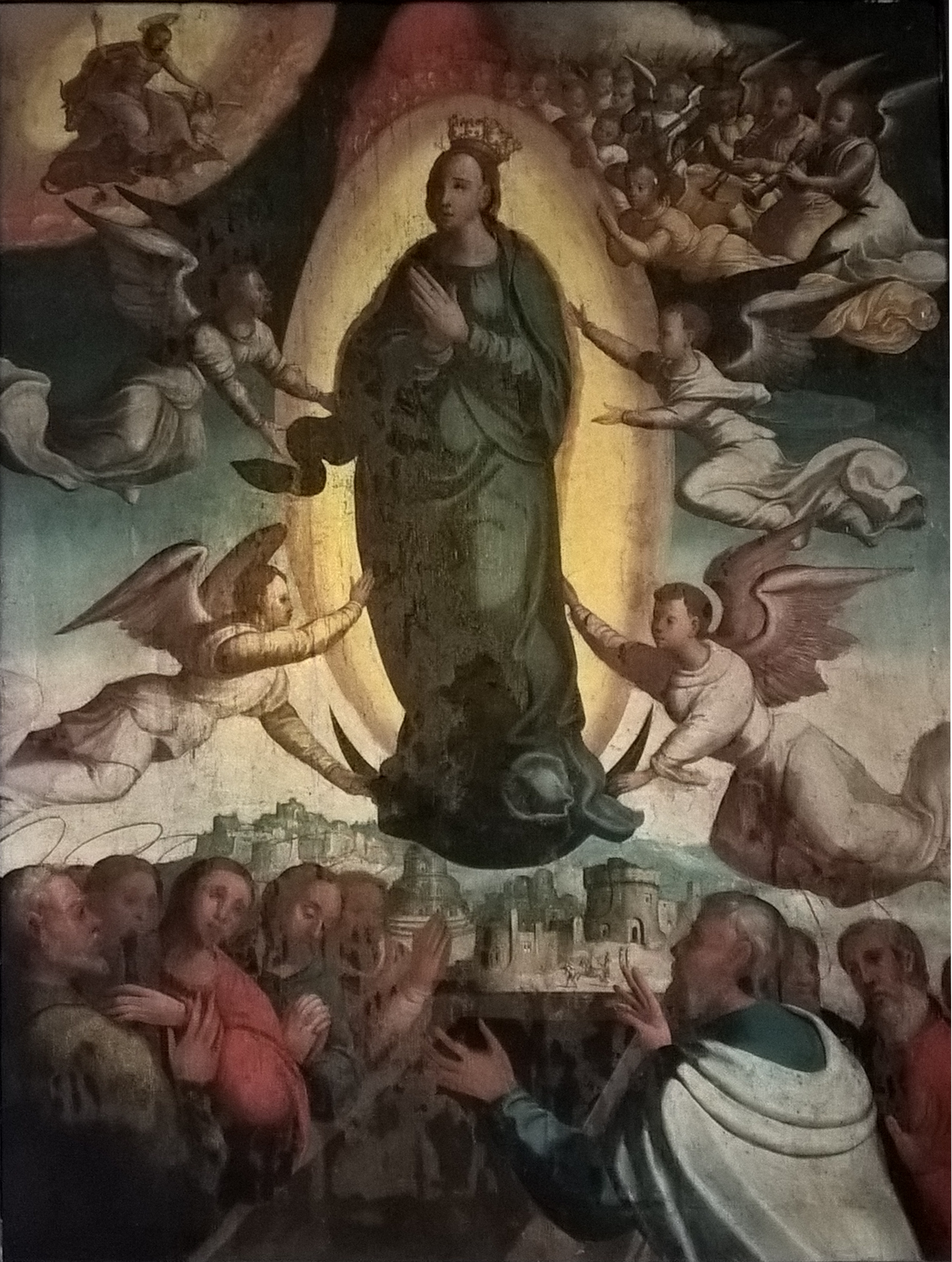
Assunção da Virgem

A Assunção da Virgem representa o episódio apócrifo homónimo da assunção do corpo da Virgem Maria pelo Céu no final da sua vida terrestre.
A teologia cristã distingue a "Ascensão de Cristo", que ressuscitado subiu ao céu pelo seu próprio poder, da "Assunção de Maria", mãe de Jesus, que foi elevada ao céu pelo poder de Deus. A Assunção de Maria, em corpo e alma aos céus, crença que era objecto de culto desde o século VI, foi tornada dogma da Igreja Católica pelo Papa Pio XII, em 1 de novembro de 1950, na Constituição apostólica Munificentissimus Deus (secção 44):

(...) com a autoridade de nosso Senhor Jesus Cristo, dos bem-aventurados apóstolos s. Pedro e s. Paulo e com a nossa, pronunciamos, declaramos e definimos ser dogma divinamente revelado que: a imaculada Mãe de Deus, a sempre virgem Maria, terminado o curso da vida terrestre, foi assunta em corpo e alma à glória celestial.

Na pintura, a figura da Virgem Maria é elevada ao céu amparada por quatro anjos tendo a envolvê-la um halo luminoso amarelo e estando assente sobre o quarto crescente lunar usual na iconografia da cena. No canto superior esquerdo Jesus recebe a sua mãe enquanto no lado oposto uma multidão de entes celestiais assiste. Em baixo, em redor do túmulo vazio, presenciam a cena oito apóstolos, vendo-se ao centro ao longe uma grande cidade amuralhada.
Esta pintura, ao contrário as outras seis do Políptico de Arruda, não se encontra nas paredes da Capela-mor, mas na parede nascente do baptistério.

### Coroação da Virgem

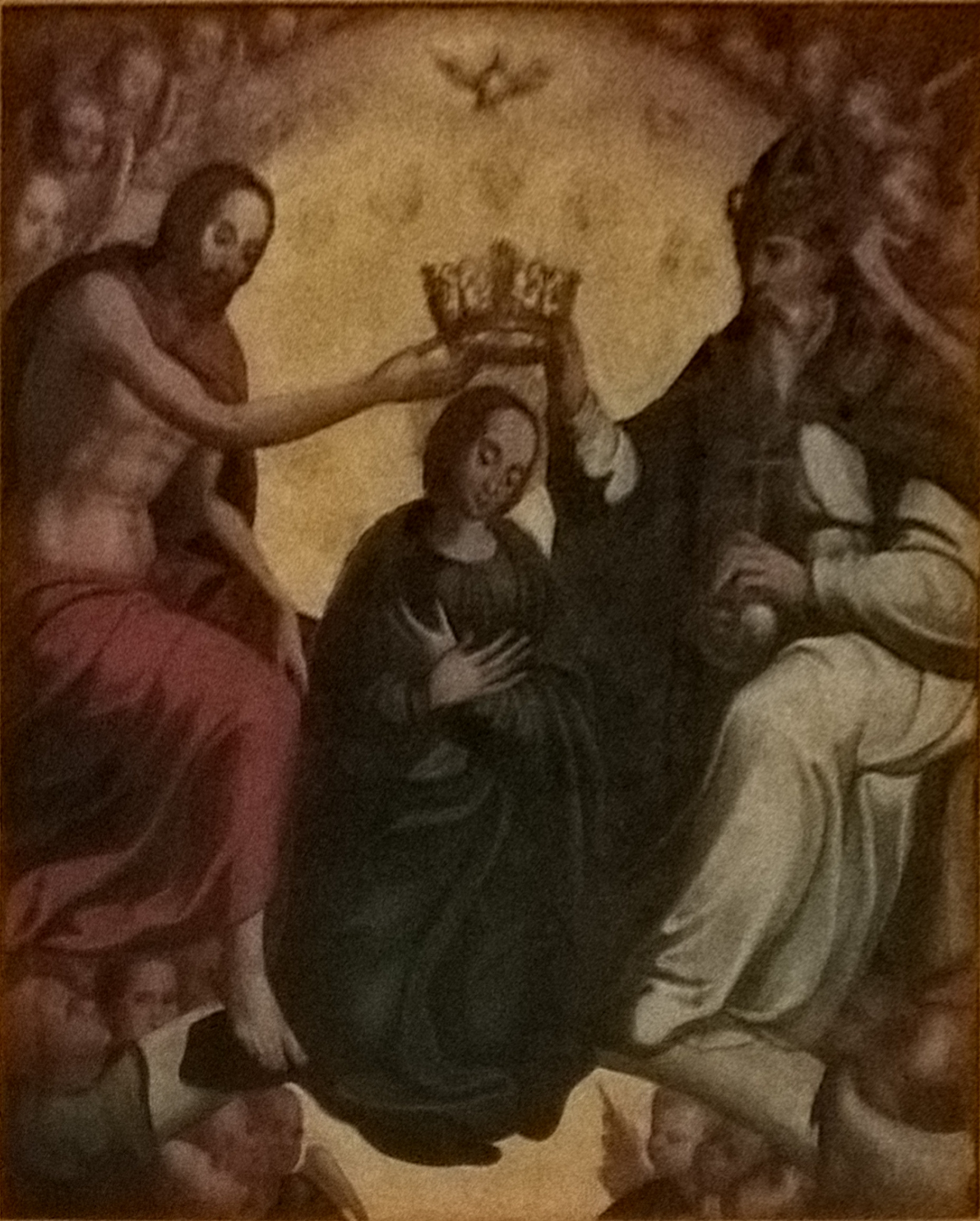
Coroação da Virgem

A Coroação da Virgem representa o tema comum na arte cristã, especialmente na Itália nos séculos XIII a XV, mas continuando até muito depois, em que Jesus, por vezes acompanhado por Deus Pai e o Espírito Santo, coloca uma coroa na cabeça de Maria, proclamando-a Rainha dos Céus.
A Coroação da Virgem é o último episódio na vida da Virgem Maria, na sequência da Assunção, tendo por base algumas referências bíblicas não explícitas como em Salmos 45:9 e Apocalipse 12:1–7
Na pintura da série de Arruda dos Vinhos, Maria ao centro está a ser coroada por Jesus, no lado esquerdo, e Deus Pai, no lado direito, com a pomba do Espírito Santo a pairar sobre a coroa, estando as três figuras sentadas e com uma moldura circular de anjos.
A figura e pose da Santíssima Trindade evocam as do Retábulo do Mosteiro da Trindade de Garcia Fernandes.

### S. João Baptista

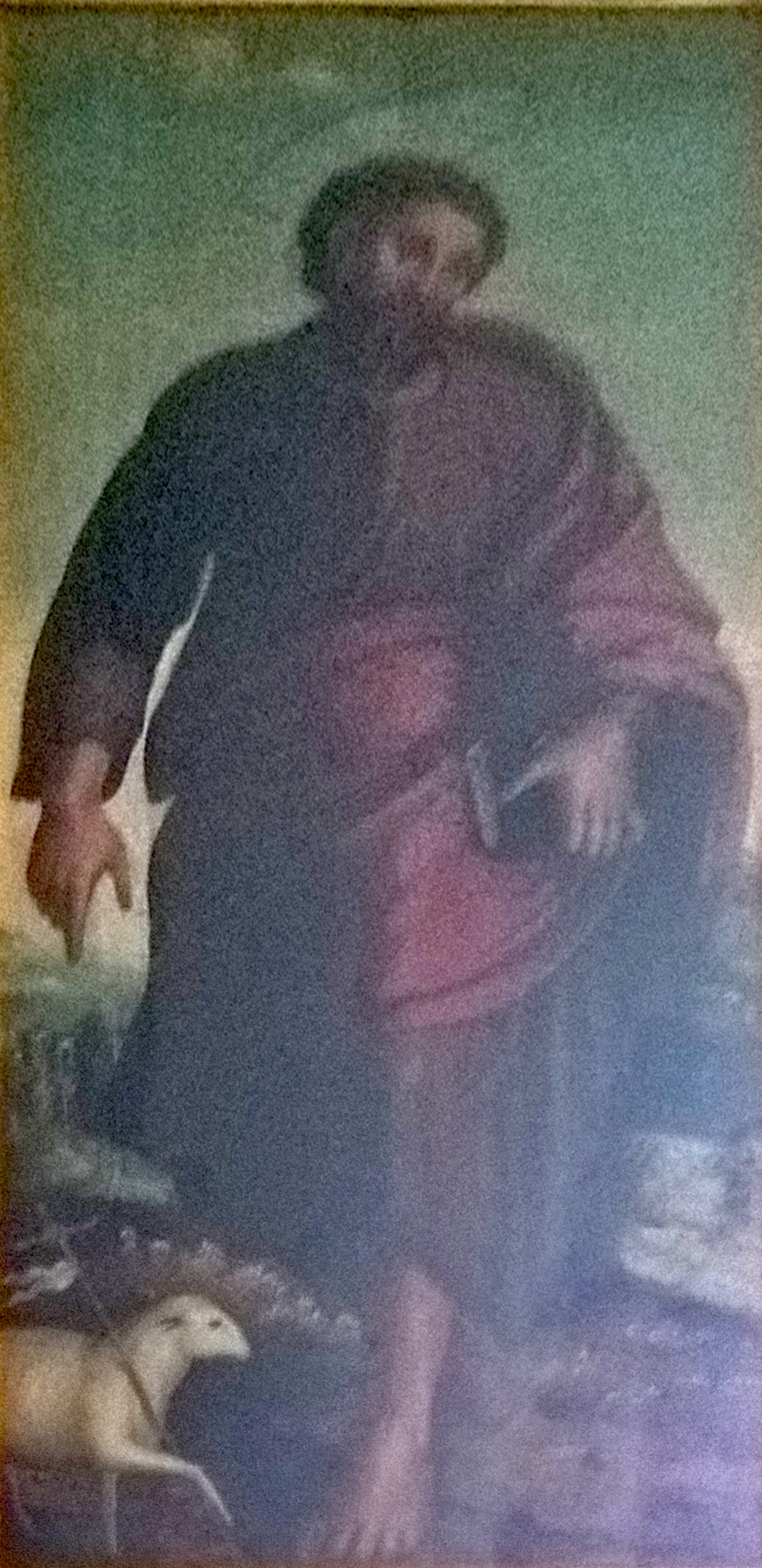
S. João Baptista

A pintura S. João Baptista representa o santo João Baptista, o primo mais velho de Jesus.
Sendo a pintura estreita de largura, a figura do Santo de pé ocupa grande parte da tela com a mão direita na vertical apontando para o Agnus Dei, que está repousado no chão junto ao Santo segurando uma cruz, enquanto com a mão esquerda segura um livro. 
Em fundo, em plano rebaixado, no lado direito da composição, vê-se junto a um rio uma cena da vida do Santo a pregar para um grupo de pessoas.

### São Pedro

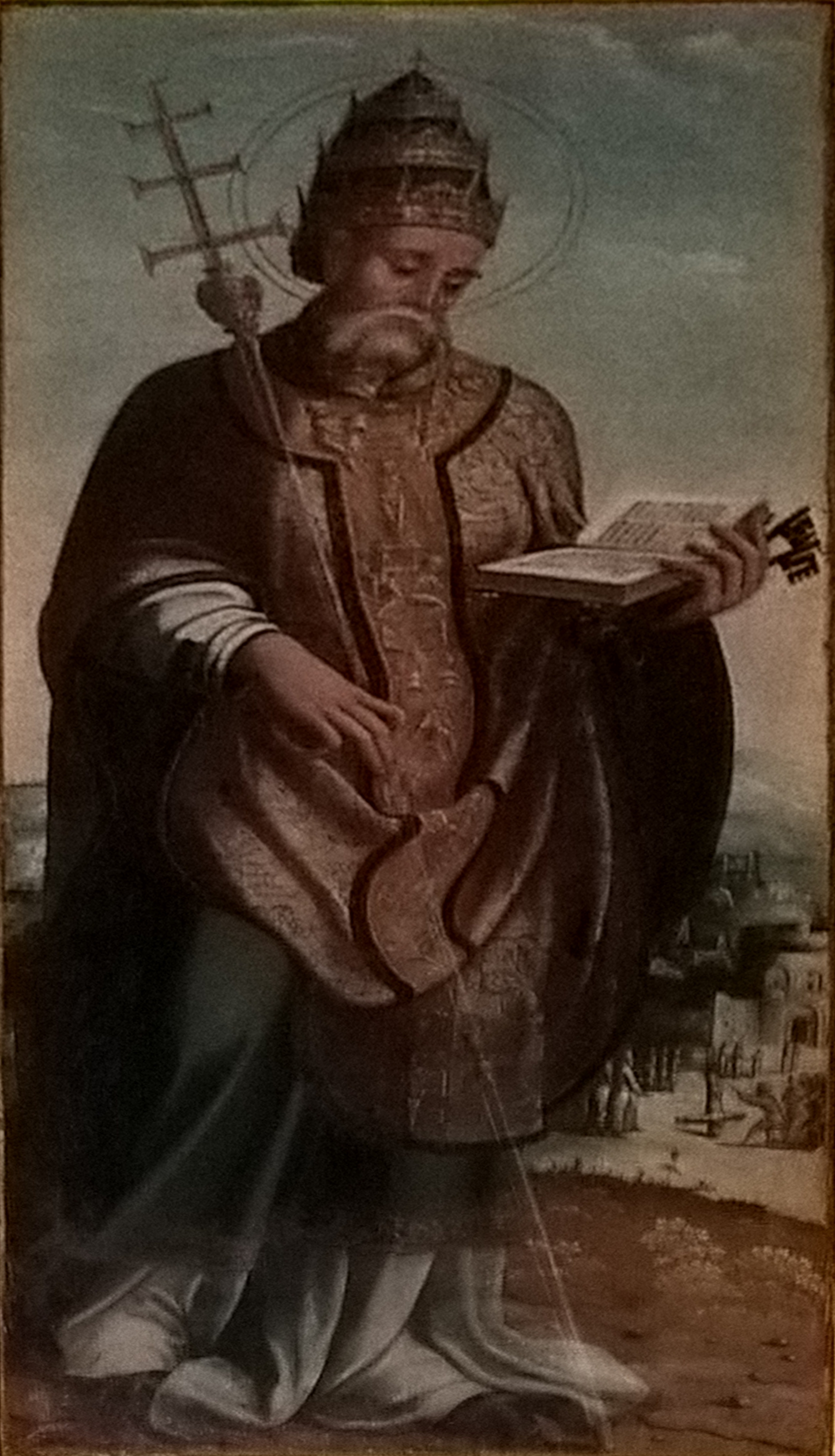
S. Pedro

A pintura São Pedro representa o santo que foi um dos doze discípulos de Jesus e o primeiro papa da Igreja Católica.
De dimensão similar ao S. João Batista, também neste caso a figura de S. Pedro de pé ocupa grande parte da tela. S. Pedro usa os atributos de papa designadamente a tiara papal na cabeça, segurando com a mão direita a férula encimada pela cruz papal e com a mão esquerda um livro para onde dirige o olhar e as Chaves do Céu.
Em fundo, em plano rebaixado, no lado direito da composição, vê-se o martírio do Santo, em Roma, crucificado segundo a tradição católica de cabeça para baixo a seu pedido por não se achar merecedor de morrer na mesma posição de Cristo.

## História da Igreja Matriz de Arruda dos Vinhos
A vila de Arruda com o seu castelo foi entregue à Ordem de Santiago após a conquista de Lisboa e de Sintra, no final do século XII, sendo este o território que a Ordem detinha a Norte do Tejo.
Desconhece-se a data de construção da igreja primitiva, supondo-se que tenha ocorrido nas primeiras décadas do século XIII. Do edifício original, que não vem mencionado na Inquirição do Termo de Lisboa (c. 1220), apenas se sabe que albergava a irmandade de Nossa Senhora da Salvação. É desse tempo a imagem quatrocentista de Nossa Senhora da Piedade, provavelmente a imagem tutelar do templo que foi objecto de grande devoção no final da Idade Média.
A arquitectura que subsiste no presente data da época final do domínio da Ordem de Santiago sobre a vila de Arruda. Em 1551, a Ordem de Santiago passou para o domínio da coroa e a comenda da localidade foi atribuída a João de Lencastre, Duque de Aveiro. D. Manuel havia estado antes na vila, ao que se julga para escapar a uma vaga de peste, sendo este o momento apontado tradicionalmente para o arranque do projecto da nova Igreja Matriz dedicada à devoção da Senhora da Salvação.

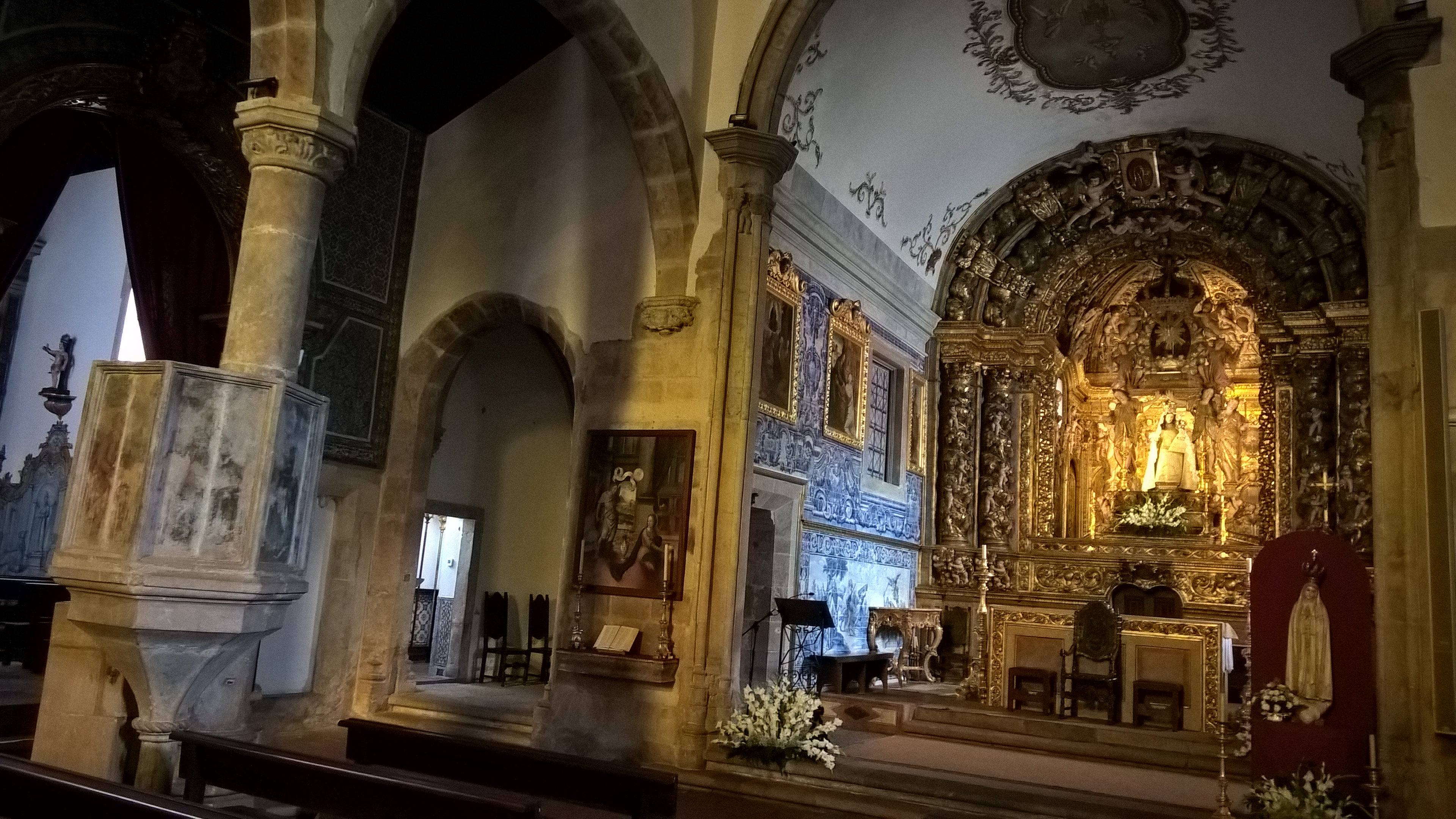
Interior da Igreja Matriz de Arruda dos Vinhos

A igreja é um monumento tipicamente manuelino com portal e janela (sendo a rosácea um elemento mais comum na época). A decoração do portal é plenamente manuelina, de perfil canopial, limitado lateralmente por pilastras que integram nichos com imagens e superiormente por cortina. No interior, as colunas que sustentam os arcos do corpo da igreja possuem decoração vegetalista que se repetem nos capitéis.
É portanto deste período a encomenda do Políptico da Matriz de Arruda dos Vinhos (maneirista) para a decoração da Igreja renovada.
Nos séculos XVII e XVIII, o interior da Igreja foi substancialmente transformado, tendo as paredes sido revestidas a azulejo, bem como o retábulo-mor, seccionado por colunas pseudo-salomónicas e com decoração à base de parras de videira, e que levou à relocalização das pinturas do Políptico. Em 1744 foi construido o coro-alto, o que obrigou a alterações no primeiro tramo da estrutura, com substituição de capitéis e redução de colunas. tendo também sido revestidas as paredes da capela-mor com painéis de azulejos azuis e brancos.